# Wiehltalbahn
| | |                                                                    |                                                                    |
| Streckennummer: | 2680 |                                                                    |                                                                    |
| Kursbuchstrecke: | 240c (1946) 240n (Hermesdorf – Waldbröl 1946) 240b, 240c, 240f, 240h, 240m, 240n, 240e (1965), 12436 (Museumsverkehr 1993) aktuell keine Kursbuchstrecke |                                                                    |                                                                    |
| Streckenlänge: | 23,6 km |                                                                    |                                                                    |
| Spurweite: | 1435 mm (Normalspur) |                                                                    |                                                                    |
| Streckenklasse: | D4 |                                                                    |                                                                    |
| Streckengeschwindigkeit: | 50 km/h |                                                                    |                                                                    |
| | |                                                                    |                                                                    |
| Bundesland (D): | Nordrhein-Westfalen |                                                                    |                                                                    |
| \| \| \| von GM-Dieringhausen (Aggertalbahn) \| \| \| \| \| nach Overath (Aggertalbahn) \| \| \| \| 0,0 \| Infrastrukturgrenze, DB InfraGo – RSE \| Infrastrukturgrenze, DB InfraGo – RSE \| \| \| \| \| \| \| \| 0,1 \| Osberghausen (zuvor gem. mit Aggertalbahn) \| 146 m \| \| \| \| \| \| \| \| 0,2 \| Kölner Straße \| Kölner Straße \| \| \| 0,8 \| Osberghausen Kohlmeyer (Anst) \| Osberghausen Kohlmeyer (Anst) \| \| \| \| A 4 Wiehltalbrücke \| \| \| \| 2,1 \| Weiershagen \| 156 m \| \| \| 2,5 \| Osberghausen Kind & Co (Anst) \| Osberghausen Kind & Co (Anst) \| \| \| \| Wiehl \| \| \| \| 3,9 \| Bielstein (Rheinland) (zuvor Bf) \| 171 m \| \| \| 4,0 \| L 95 \| L 95 \| \| \| \| \| \| \| \| \| ehem. Strecke nach Bielstein Kleinbahnhof \| \| \| \| \| \| \| \| \| 4,4 \| Jahnstraße \| Jahnstraße \| \| \| \| Wiehl \| \| \| \| 6,3 \| Alperbrück \| 180 m \| \| \| 6,5 \| Wiehl RWE (Anst, noch vorhanden) \| Wiehl RWE (Anst, noch vorhanden) \| \| \| \| Wiehl \| \| \| \| \| L 336 \| \| \| \| 8,5 \| Wiehl \| 187 m \| \| \| 8,5 \| Bahnhofstraße \| Bahnhofstraße \| \| \| \| \| \| \| \| 9,4 \| Wiehl Kotz & Söhne (Anst) Bergische Patentachsenfabrik Wiehl (BPW) \| Wiehl Kotz & Söhne (Anst) Bergische Patentachsenfabrik Wiehl (BPW) \| \| \| \| \| \| \| \| 10,4 \| Ohlerhammer \| Ohlerhammer \| \| \| 10,9 \| Oberwiehl \| 199 m \| \| \| 11,1 \| L 133 \| L 133 \| \| \| \| Wiehl \| \| \| \| 12,7 \| Remperg-Mühlenau (zuvor Remperg) \| 215 m \| \| \| \| Wiehl \| \| \| \| \| B 256 \| \| \| \| 14,7 \| Kölner Straße \| Kölner Straße \| \| \| 15,9 \| Brüchermühle (zuvor Bf, Reaktivierung geplant) \| Brüchermühle (zuvor Bf, Reaktivierung geplant) \| \| \| 16,1 \| L 95 \| L 95 \| \| \| \| ehem. Strecke nach Wildbergerhütte \| \| \| \| 18,0 \| Denklingen (Rheinland) (zuvor Bf) \| 268 m \| \| \| \| Denklinger Brücke, B 256 \| \| \| \| \| Wissertalbahn von Morsbach \| \| \| \| 20,8 \| Hermesdorf \| 315 m \| \| \| \| Escher Weg \| \| \| \| 22,7 \| Projahn (Anst) \| Projahn (Anst) \| \| \| \| Boxberg: Tunnel B 256 (60 m) \| \| \| \| 23,6 \| Waldbröl (Rheinland) \| 294 m \| \| \| \| ehem. Strecke nach Bielstein Kleinbahnhof \| \| | |                                                                    |                                                                    |
| | | von GM-Dieringhausen (Aggertalbahn)                                |                                                                    |
| Abzweig geradeaus und nach rechts | | nach Overath (Aggertalbahn)                                        | nach Overath (Aggertalbahn)                                        |
| Wechsel des Eisenbahninfrastrukturunternehmens | 0,0 | Infrastrukturgrenze, DB InfraGo – RSE                              | Infrastrukturgrenze, DB InfraGo – RSE                              |
| | |                                                                    |                                                                    |
| Bahnhof | 0,1 | Osberghausen (zuvor gem. mit Aggertalbahn)                         | 146 m                                                              |
| | |                                                                    |                                                                    |
| Bahnübergang | 0,2 | Kölner Straße                                                      | Kölner Straße                                                      |
| ehemalige Blockstelle | 0,8 | Osberghausen Kohlmeyer (Anst)                                      | Osberghausen Kohlmeyer (Anst)                                      |
| Strecke mit Straßenbrücke | | A 4 Wiehltalbrücke                                                 | A 4 Wiehltalbrücke                                                 |
| Haltepunkt / Haltestelle | 2,1 | Weiershagen                                                        | 156 m                                                              |
| ehemalige Blockstelle | 2,5 | Osberghausen Kind & Co (Anst)                                      | Osberghausen Kind & Co (Anst)                                      |
| Brücke über Wasserlauf | | Wiehl                                                              | Wiehl                                                              |
| Haltepunkt / Haltestelle, ehemals Bahnhof | 3,9 | Bielstein (Rheinland) (zuvor Bf)                                   | 171 m                                                              |
| Bahnübergang | 4,0 | L 95                                                               | L 95                                                               |
| | |                                                                    |                                                                    |
| Abzweig geradeaus und ehemals nach rechts | | ehem. Strecke nach Bielstein Kleinbahnhof                          | ehem. Strecke nach Bielstein Kleinbahnhof                          |
| | |                                                                    |                                                                    |
| Bahnübergang | 4,4 | Jahnstraße                                                         | Jahnstraße                                                         |
| Brücke über Wasserlauf | | Wiehl                                                              | Wiehl                                                              |
| Haltepunkt / Haltestelle | 6,3 | Alperbrück                                                         | 180 m                                                              |
| ehemalige Blockstelle | 6,5 | Wiehl RWE (Anst, noch vorhanden)                                   | Wiehl RWE (Anst, noch vorhanden)                                   |
| Brücke über Wasserlauf | | Wiehl                                                              | Wiehl                                                              |
| Strecke mit Straßenbrücke | | L 336                                                              | L 336                                                              |
| Bahnhof | 8,5 | Wiehl                                                              | 187 m                                                              |
| Bahnübergang | 8,5 | Bahnhofstraße                                                      | Bahnhofstraße                                                      |
| | |                                                                    |                                                                    |
| ehemalige Blockstelle | 9,4 | Wiehl Kotz & Söhne (Anst) Bergische Patentachsenfabrik Wiehl (BPW) | Wiehl Kotz & Söhne (Anst) Bergische Patentachsenfabrik Wiehl (BPW) |
| | |                                                                    |                                                                    |
| Bahnübergang | 10,4 | Ohlerhammer                                                        | Ohlerhammer                                                        |
| Bahnhof | 10,9 | Oberwiehl                                                          | 199 m                                                              |
| Bahnübergang | 11,1 | L 133                                                              | L 133                                                              |
| Brücke über Wasserlauf | | Wiehl                                                              | Wiehl                                                              |
| Haltepunkt / Haltestelle | 12,7 | Remperg-Mühlenau (zuvor Remperg)                                   | 215 m                                                              |
| Brücke über Wasserlauf | | Wiehl                                                              | Wiehl                                                              |
| Strecke mit Straßenbrücke | | B 256                                                              | B 256                                                              |
| Bahnübergang | 14,7 | Kölner Straße                                                      | Kölner Straße                                                      |
| ehemaliger Haltepunkt / Haltestelle | 15,9 | Brüchermühle (zuvor Bf, Reaktivierung geplant)                     | Brüchermühle (zuvor Bf, Reaktivierung geplant)                     |
| Bahnübergang | 16,1 | L 95                                                               | L 95                                                               |
| Abzweig geradeaus und ehemals nach links | | ehem. Strecke nach Wildbergerhütte                                 | ehem. Strecke nach Wildbergerhütte                                 |
| Haltepunkt / Haltestelle, ehemals Bahnhof | 18,0 | Denklingen (Rheinland) (zuvor Bf)                                  | 268 m                                                              |
| Brücke | | Denklinger Brücke, B 256                                           | Denklinger Brücke, B 256                                           |
| Abzweig geradeaus und von links | | Wissertalbahn von Morsbach                                         | Wissertalbahn von Morsbach                                         |
| Bahnhof | 20,8 | Hermesdorf                                                         | 315 m                                                              |
| Brücke | | Escher Weg                                                         | Escher Weg                                                         |
| ehemalige Blockstelle | 22,7 | Projahn (Anst)                                                     | Projahn (Anst)                                                     |
| Tunnel | | Boxberg: Tunnel B 256 (60 m)                                       | Boxberg: Tunnel B 256 (60 m)                                       |
| Kopfbahnhof Strecke ab hier außer Betrieb | 23,6 | Waldbröl (Rheinland)                                               | 294 m                                                              |
| | | ehem. Strecke nach Bielstein Kleinbahnhof                          |                                                                    |

Die Wiehltalbahn ist eine 23,6 Kilometer lange eingleisige, nicht elektrifizierte Nebenbahn in Nordrhein-Westfalen. Sie trägt die Streckennummer 2680 und verläuft entlang der Wiehl von Osberghausen (an der Aggertalbahn) nach Waldbröl im Oberbergischen Kreis. Auf der Strecke findet seit 1999 ein touristischer Personenverkehr statt, von 2007 bis 2010 gab es Güterverkehr. Nach einer elfjährigen Ruhepause wurde im Frühjahr 2021 der Güterverkehr auf Teilen der Strecke wiederum aufgenommen.
Die Wiehltalbahn steht wegen ihrer eisenbahngeschichtlichen Bedeutung unter Denkmalschutz. Dies zeigt sich neben der wirtschaftlichen Bedeutung für die Steinbruchbetriebe im Wiehltal besonders darin, dass neben der in Hermesdorf abzweigenden Wissertalbahn nach Morsbach noch drei weitere Strecken von der Wiehltalbahn abzweigten oder erreichbar waren.
Viele Jahre lang – vor allem 2006–2010 – wurde zwischen den Kommunen entlang der Strecke und dem Förderkreis zur Rettung der Wiehltalbahn um ihren Bestand und den Bahnbetrieb gestritten, auch des Öfteren vor Gericht. Dies führte zu deutschlandweiter Beachtung.

## Geschichte

### Geschichte bis zur Stilllegung

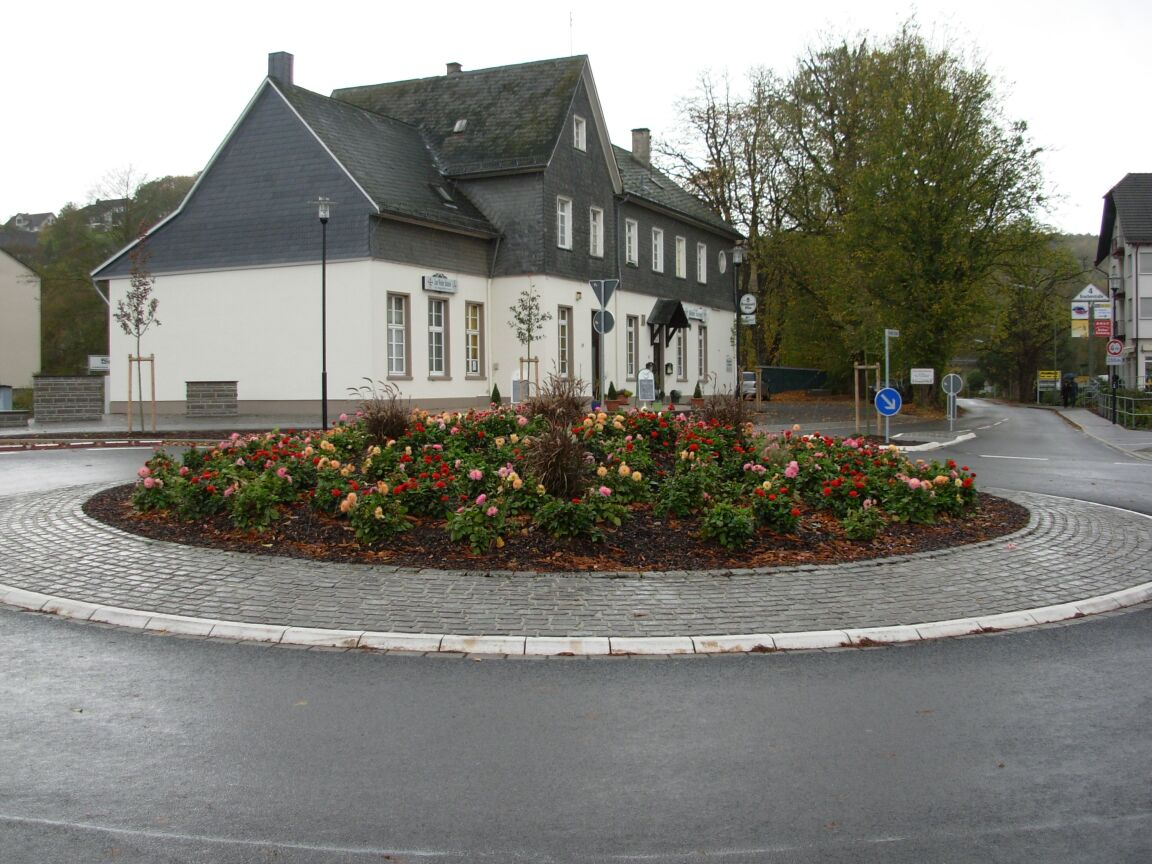
Empfangsgebäude des Bahnhofs Wiehl

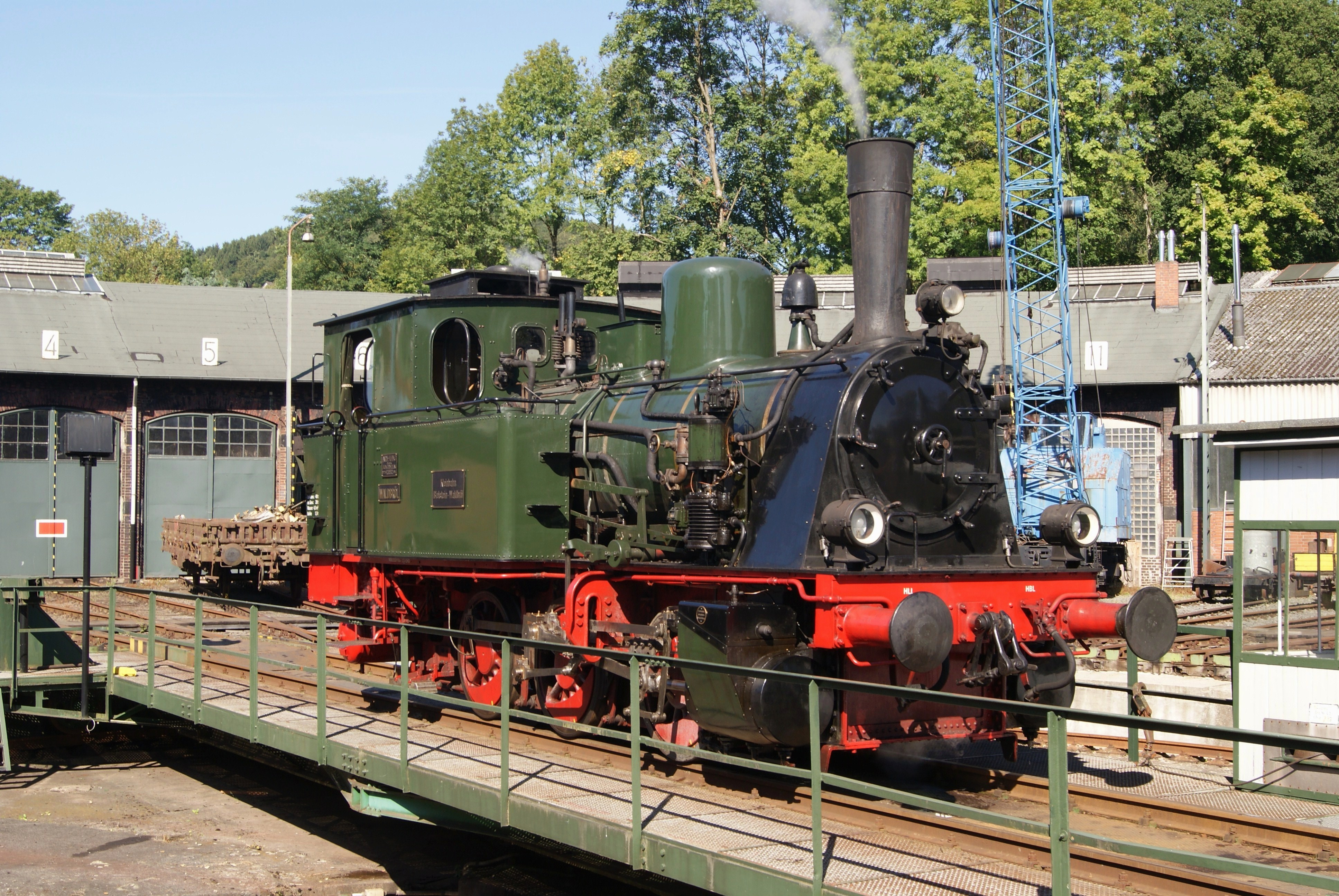
Die Dampflok Waldbröl im Eisenbahnmuseum Dieringhausen

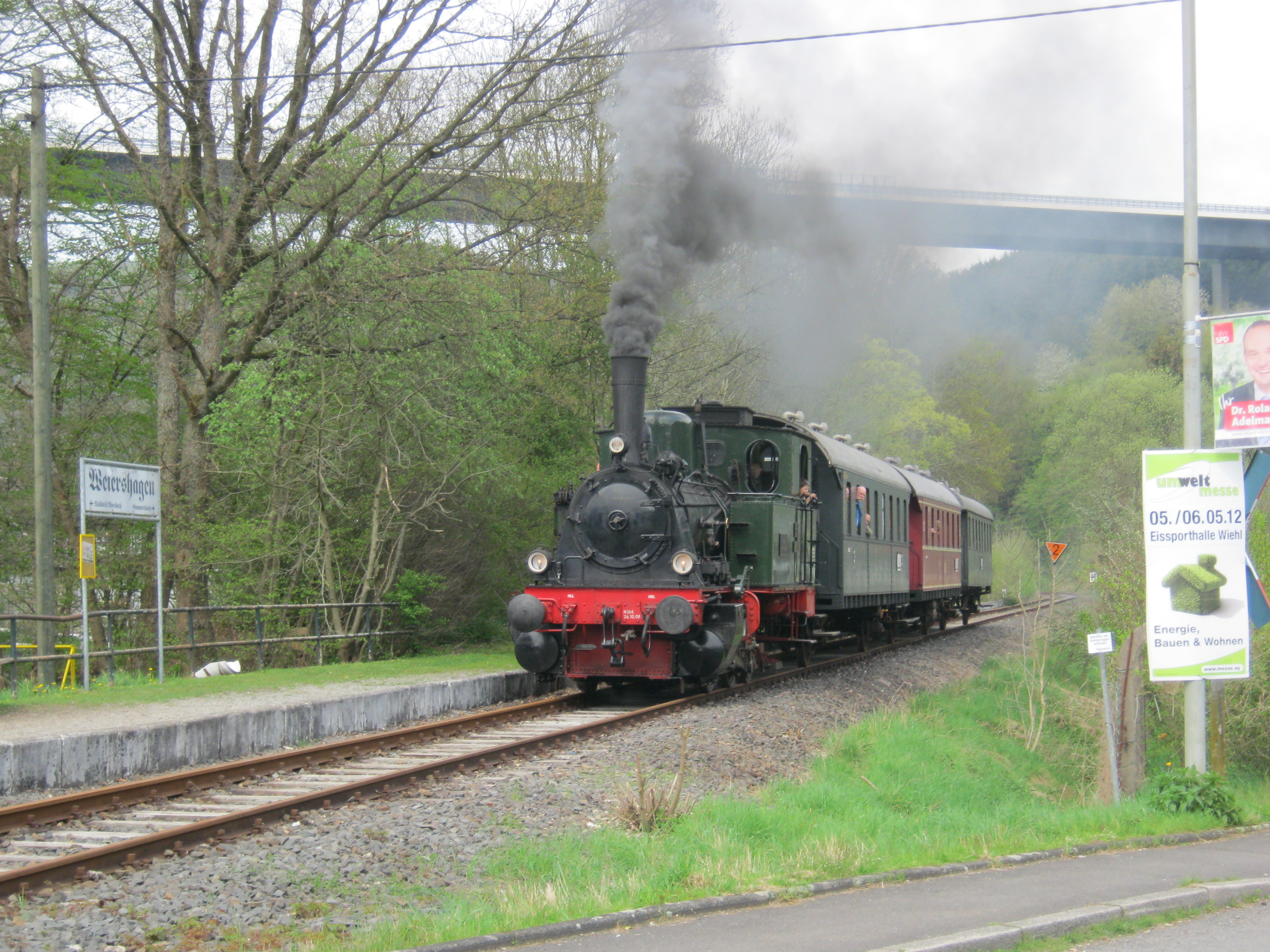
Der Bergische Löwe mit der Dampflok Waldbröl am Haltepunkt Weiershagen

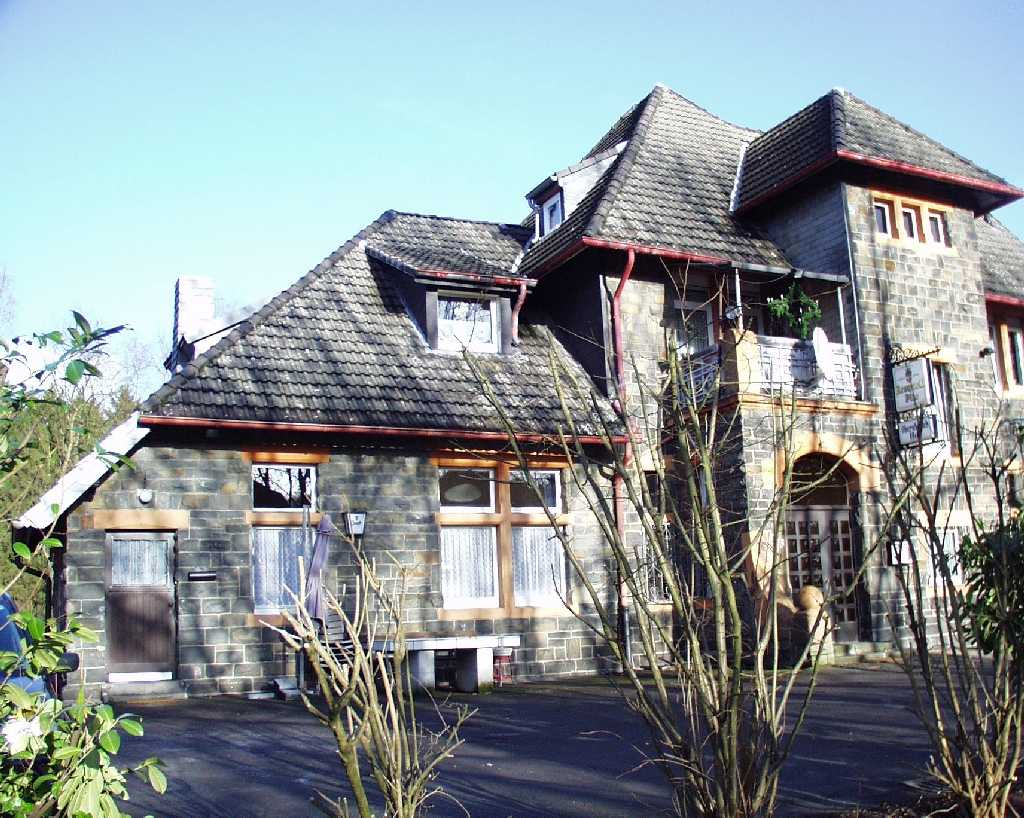
Empfangsgebäude des Bahnhofs Oberwiehl (2004)

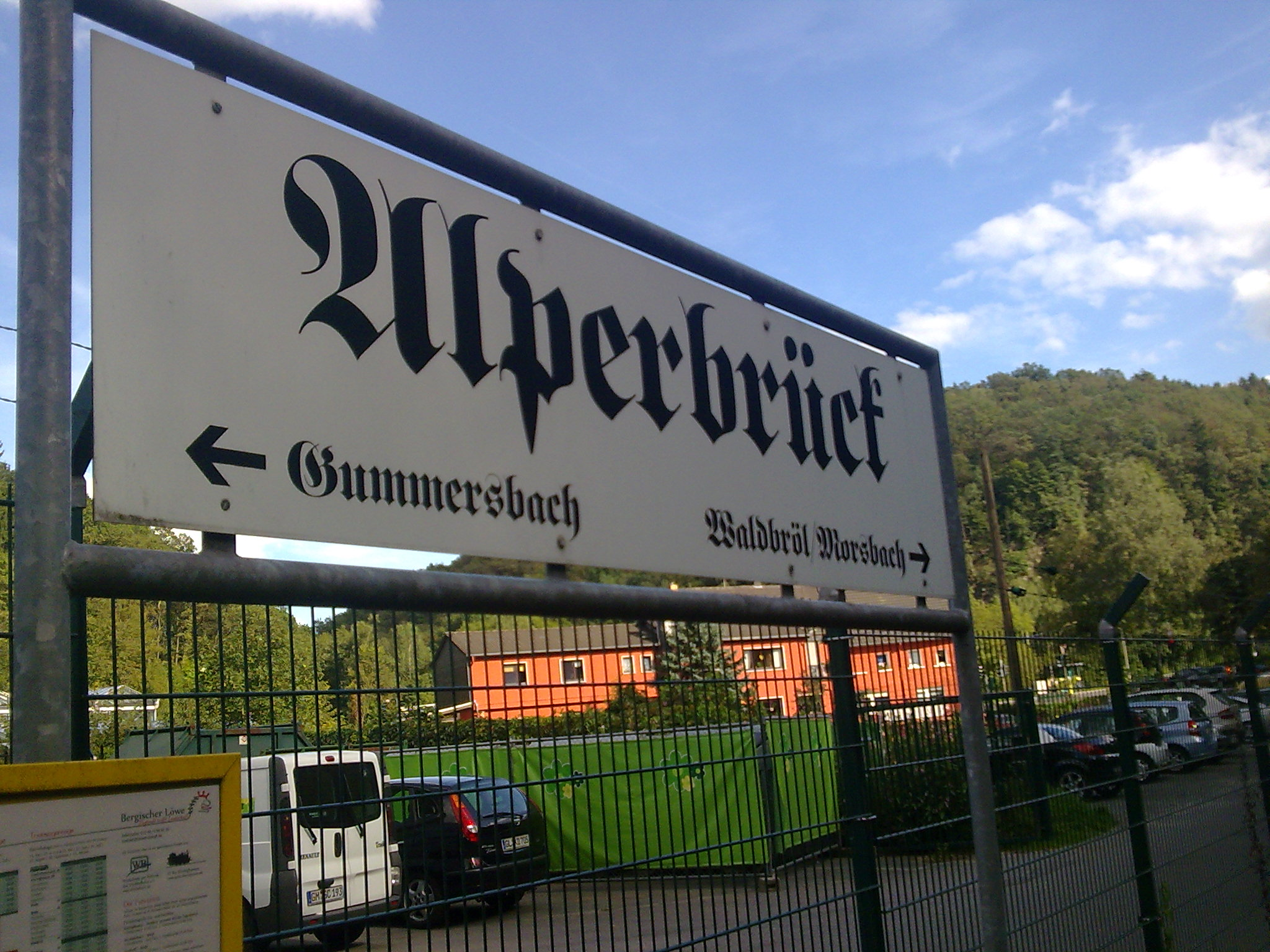
Neue Bahnhofsschilder der Wiehltalbahn, an allen Stationen aufgestellt

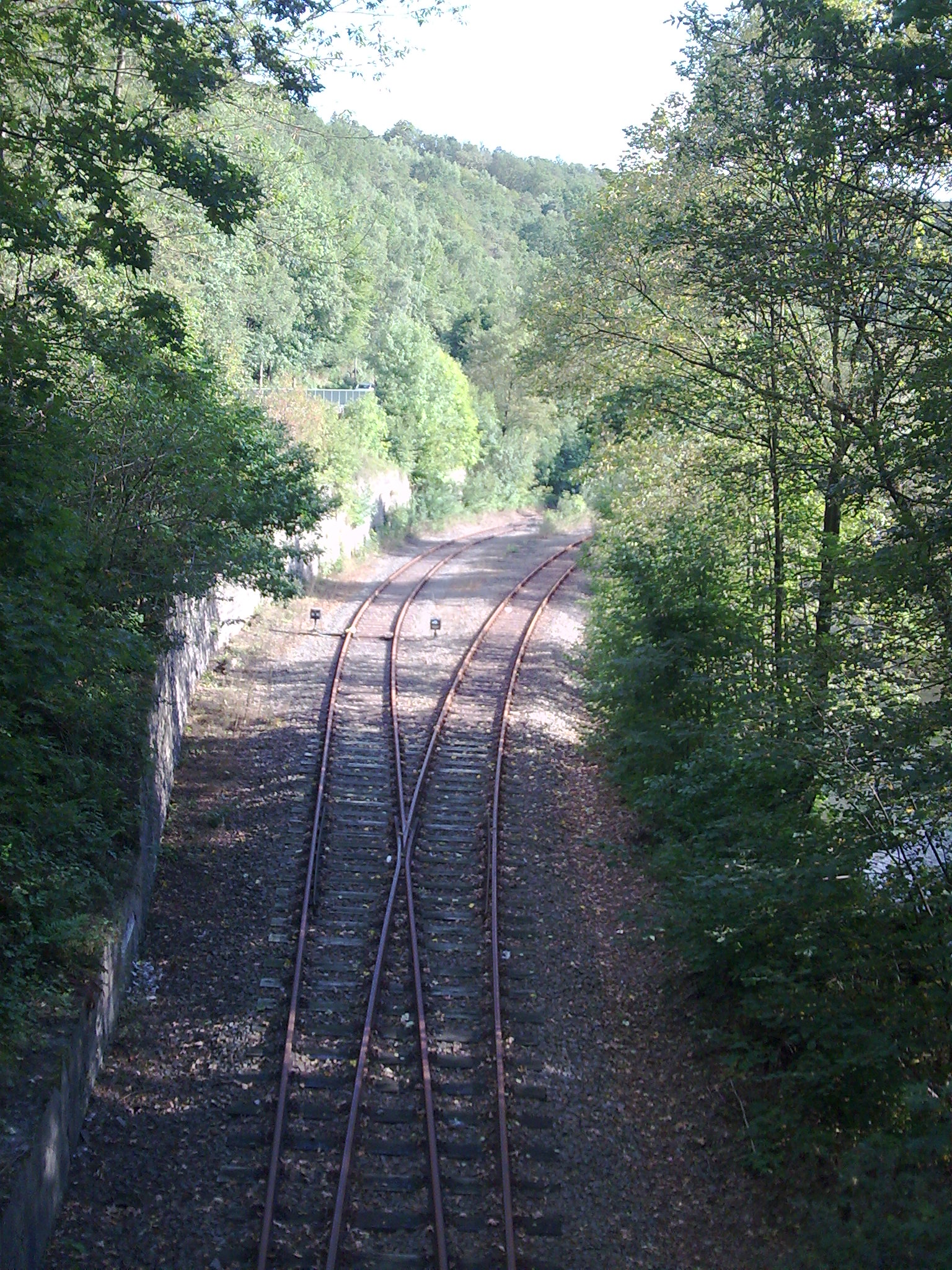
Ehemalige Anschlussstelle RWE, von der Brücke am Haltepunkt Alperbrück gesehen

Nachdem der Oberbergische Kreis durch die Aggertalbahn erschlossen wurde, kam es zu einem wirtschaftlichen Aufschwung in der Region. Hiervon profitierte auch das Wiehltal, was zur Gründung mehrerer Steinbrüche führte. Diese forderten ebenfalls eine Bahnanbindung, um die langen Transportwege zu bereits vorhandenen Bahnstrecken verkürzen zu können. Die Strecke wurde deshalb in erster Linie für den Transport von Grauwacke gebaut. Dies bezeugt die Streckenführung, die schon vor der Einstellung des Personenverkehrs für diesen ungünstig teilweise an den Ortskernen vorbeilief.
Die Wiehltalbahn wurde am 21. April 1897 bis Wiehl und am 15. Dezember 1906 bis Waldbröl eröffnet. 1908 folgte das Teilstück der Wissertalbahn nach Morsbach, das bereits mit der Stadt Wissen verbunden war. Bei den zu Beginn genannten drei weitere Strecken handelte es sich um die
- Bahnstrecke Brüchermühle–Wildbergerhütte (Eröffnung 1910), welche bis in die 1960er Jahre in Brüchermühle abzweigte,
- Kleinbahn Bielstein–Waldbröl (1915), die bis 1957 (Personenverkehr) und 1966 (Restgüterverkehr) die Bahnhöfe Bielstein und Waldbröl auf einer eigenen, separaten Trasse verband,
- schmalspurige Bröltalbahn (1870) von Waldbröl nach Hennef (Sieg).

Durch die Wirtschaftsbetriebe kam es auf den Strecken zu einem hohen Personenverkehrsaufkommen durch Pendler. Nach dem Zweiten Weltkrieg kam es zu einem Niedergang der Steinbruchindustrie. Zudem wurde durch die Individualisierung des Personenverkehrs durch das Auto der Personenverkehr auf den oberbergischen Strecken geringer. 1953 wurde die Bröltalbahn stillgelegt, 1960 die Stichstrecke nach Wildbergerhütte und der Personenverkehr nach Morsbach. Auf der Wiehltalbahn endete der Personenverkehr 1965.
Ende der 1960er-Jahre endete der Verkehr mit Dampflokomotiven auf der Wiehltalbahn, nun kamen ausschließlich Diesellokomotiven zum Einsatz.
Über 70 Jahre bestand planmäßig eine Verbindung von Wuppertal über die Wuppertalbahn, die Volmetalbahn und die Aggertalbahn auf die Wiehltalbahn nach Waldbröl. Die Leistung wurde lange Zeit von einer auf den regionalen Strecken recht typischen Lokomotive der preußischen Baureihe P 8 erbracht. Nach der Stilllegung der Wiehltalbahn im Personenverkehr fuhren diese Züge bis Ende der 1970er-Jahre noch bis Dieringhausen.
Der Güterverkehr fand noch bis zu seiner Einstellung am 5. Oktober 1994 statt. Die offizielle Stilllegung der Strecke erfolgte am 24. Dezember 1997.

### Wiedereröffnung 1998

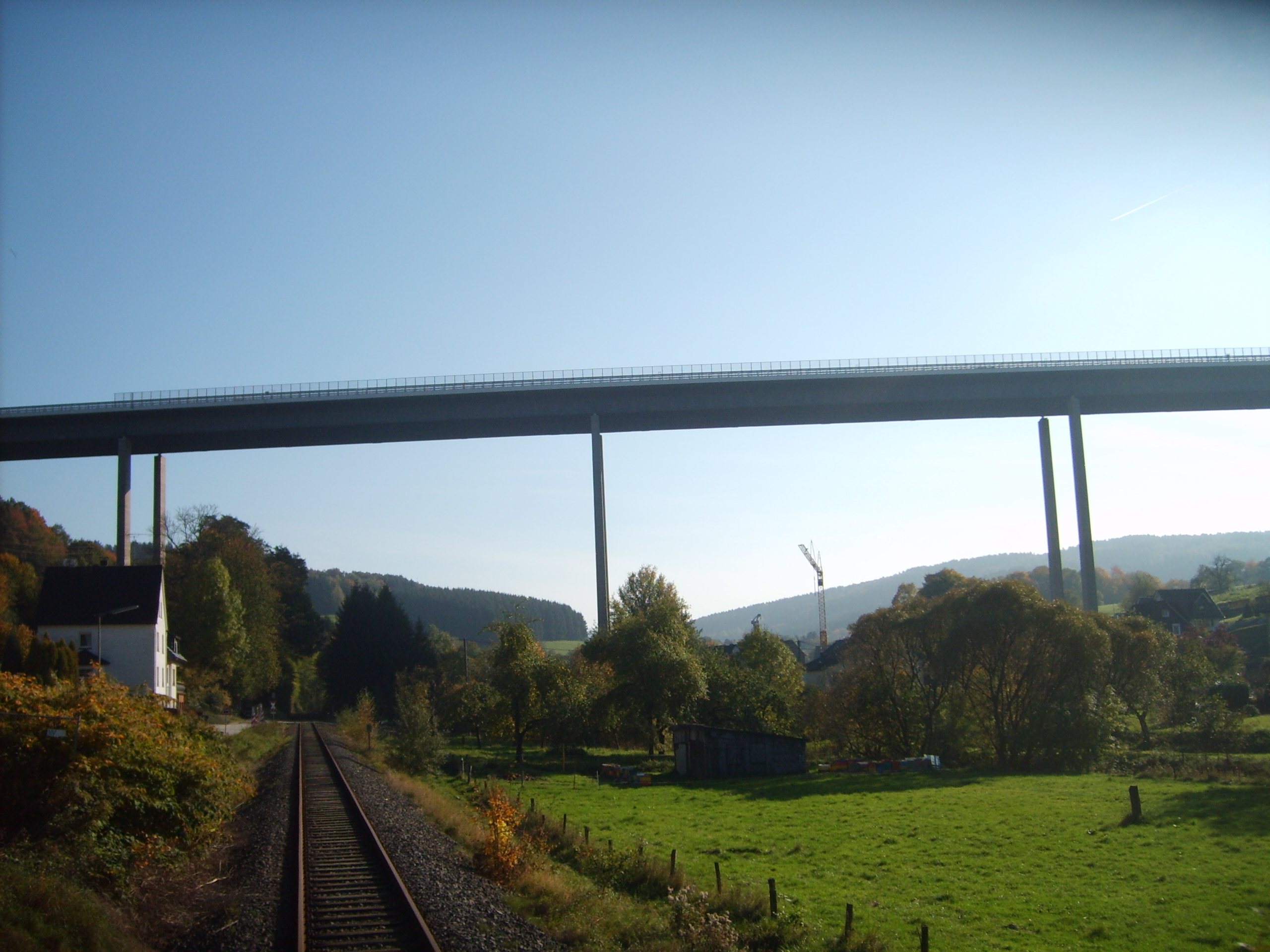
Wiehltalbahn unter der Wiehltalbrücke

Seit dem 16. November 1998 hat der Förderkreis zur Rettung der Wiehltalbahn e. V. die Strecke gepachtet und betreibt sie in Zusammenarbeit mit der WB WiehltalBahn GmbH.

### Aktionen gegen die Bahn
Bei der Einweihung eines Kreisverkehrs in Wiehl im September 2006 erklärte der damalige Landesverkehrsminister Oliver Wittke: „Die weitere Aufrechterhaltung der Museumsbahnstrecke ist ein Hindernis für die weitere Entwicklung in der Stadt Wiehl.“ Das damalige Ministerium für Bauen und Verkehr des Landes Nordrhein-Westfalen zielte darauf ab, die gesamte Strecke stilllegen und entwidmen zu lassen. Hierdurch sollten nach Abbau der Bahnanlagen in Waldbröl und Wiehl geplante Straßenbauprojekte verwirklicht werden können. Dieser Auffassung wurde, insbesondere im Hinblick auf touristische Zwecke und den anlaufenden Güterverkehr, durch den Förderkreis zur Rettung der Wiehltalbahn widersprochen. Während Verkehrsminister Wittke die Wiehltalbahn mehrfach öffentlich als „Treppenwitz“ bezeichnete, rief die Junge Union Wiehl gar zu einem Boykott der Bahnlinie auf.
Mehrere Industriebetriebe forcierten eine Stilllegung der Strecke, um zur Erweiterung ihrer Betriebsgelände die Flächen der Bahntrasse in Anspruch nehmen zu können. Einer davon war, unterstützt durch die Industrie- und Handelskammer, die BPW Bergische Achsen Kommanditgesellschaft in Wiehl, die von Mitte der 1930er-Jahre bis zur Einstellung des Güterverkehrs 1994 selbst der wichtigste Kunde der Strecke war. Der Firmeninhaber betätigte sich als starker Kritiker der Reaktivierung.

### Verkauf der Strecke an die Kommunen
Am 15. Dezember 2006 wurde die Wiehltalbahn zusammen mit der anschließenden Reststrecke der Wissertalbahn von der Deutschen Bahn offiziell an die Städte Waldbröl und Wiehl sowie an die Gemeinden Morsbach und Reichshof verkauft. Unterstützt wurden die Gemeinden hierbei durch den Landesbetrieb Straßenbau NRW, der zinsfreie Darlehen gewährte. Die Käufer haben am selben Tag die Absicht bekundet, die Strecke endgültig stillzulegen und abzubauen. Die Gemeinde Waldbröl nahm dabei trotz Überschuldung einen von der Kommunalaufsicht nicht genehmigten Kredit in Höhe von 430.000 Euro auf.

### Rechtsstreit
Am 26. Januar 2007 entschied das Verwaltungsgericht Köln zugunsten der RSE Rhein-Sieg-Eisenbahn GmbH. Das Land Nordrhein-Westfalen wurde verurteilt, eine längerfristige Betriebsgenehmigung zu erteilen, unabhängig vom Bestehen eines Pachtvertrags. Bis dahin war die Betriebsgenehmigung nur um jeweils einen Monat verlängert worden. Das Gericht betonte in seiner Urteilsbegründung, dass das öffentliche Recht (hier: Erteilung der Betriebsgenehmigung) höher anzusehen sei als das Zivilrecht (hier: ausgelaufener Pachtvertrag). Daraus ergab sich die paradoxe Situation, dass der Betrieb auf der Strecke trotz fehlenden Pachtvertrags erlaubt werden musste.
Im Januar 2007 richtete der Orkan Kyrill in Europa große Schäden u. a. in Wäldern an. Per Güterzug wurden einige Monate lang dreimal wöchentlich große Mengen Bruchholz abtransportiert. Im Februar 2007 eskalierte der Streit um die Stilllegung der Wiehl- und Wissertalbahn. In der Presse wurde berichtet, der Bürgermeister von Wiehl, Werner Becker-Blonigen, sowie der Erste Beigeordnete der Stadt hätten anonyme Drohanrufe erhalten. Davon distanzierte sich der Förderkreis zur Rettung der Wiehltalbahn umgehend. Obwohl das Verkehrsministerium in oben genanntem Urteil zur Erteilung einer Betriebsgenehmigung verurteilt worden war, weigerte es sich zunächst, diese tatsächlich zu erteilen. Die Klägerin (RSE Rhein-Sieg-Eisenbahn GmbH) musste deswegen erneut vor Gericht ziehen und die Betriebsgenehmigung einklagen, die am 28. Februar 2007 vom Verwaltungsgericht Köln durch einstweilige Anordnung ausgesprochen wurde. Am 7. Juli 2008 lehnte das Oberverwaltungsgericht für das Land Nordrhein-Westfalen in Münster den Antrag des Landes Nordrhein-Westfalen auf Zulassung der Berufung gegen das Urteil des Verwaltungsgerichts Köln ab. Damit wurde das Urteil vom 26. Januar 2007 rechtskräftig.
Nachdem zwei Wochen zuvor bereits für den Abschnitt Osberghausen–Waldbröl durch das nordrhein-westfälische Verkehrsministerium eine Betriebsgenehmigung für die nächsten 50 Jahre erteilt worden war, folgte am 2. September 2008 die Betriebsgenehmigung für den Abschnitt Hermesdorf–Morsbach der Wissertalbahn. Hier setzte sich der Streit mit der Aufstellung eines nicht der Eisenbahn-Bau- und Betriebsordnung entsprechenden Prellbocks durch den Bauhof der Gemeinde Morsbach fort. Als die Betriebsgenehmigung vorlag, wurde durch die Gemeinde Reichshof eine Eisenbahnbrücke bei Denklingen aus Sicherheitsgründen gesperrt. Als Begründung wurde durch die Gemeinde angeführt, dass ein Gutachten des Landesbetriebes für Straßenbau einen Brückenwartungsweg aus Holz am Rande der Stahlbrücke als baufällig einstufte. Fußgänger, welche verbotenerweise die Brücke nutzen, könnten dabei zu Schaden kommen. Der Förderkreis hat angekündigt, sich im Bedarfsfall über diese Sperrung hinwegzusetzen, da die Gemeinde kein Recht zur Sperrung hatte, da dies nur der RSE als Betreiber obliegt. Hierfür bestand zunächst kein Bedarf, da der Streckenabschnitt zu dieser Zeit noch nicht wieder befahren wurde. Das Gutachten eines unabhängigen Gutachters, welches im Auftrag der WiehltalBahn GmbH im Rahmen der üblichen turnusmäßigen Bauwerkskontrolle erstellt wurde, bescheinigte der Brücke zwar Mängel, jedoch keine Baufälligkeit.
Die Gemeinde Waldbröl hat den ursprünglich geplanten Straßenkreisverkehr, der auf der zugeschütteten Bahnstrecke errichtet werden sollte, aufgrund der oben genannten Gerichtsurteile mit einer Tunnellösung kombiniert. Dieser „Boxbergkreisel“ wurde am 8. September 2017 feierlich eröffnet.
Die Gemeinde Wiehl beharrte jedoch weiterhin auf dem Abriss der Bahnstrecke und stellte Anfang Mai 2007 einen Antrag auf Freistellung von Bahnbetriebszwecken gem. § 23 AEG bei der Bezirksregierung Köln. Am 14. November 2008 entschied das Verwaltungsgericht Köln, dass die Entwidmung aufgrund des bestehenden Betriebes nicht rechtens war. Zudem empfahl das Gericht den klagenden Kommunen, zu überdenken, weitere Klagen zu erheben, da ein anderer Ausgang von Verfahren aufgrund der eindeutigen Rechtslage nicht zu erwarten sei und diese Klagen mit Steuergeldern bezahlt würden. Nach Ansicht der Wiehltalbahner bestand damit eine vor allem von den Güterverkehrskunden lange erhoffte Rechtssicherheit, die Investitionen und langfristige Planungen ermögliche. Wichtig war der Bahn auch, dass diese Verfahren von Anfang an mit diesem Ausgang zu erwarten waren, wurde doch bereits vor dem Kauf der Strecke durch die Kommunen ein Rechtsgutachten vorgelegt, welches diesen Ausgang prognostizierte.
Anfang 2009 wurde bekannt, dass die Bezirksregierung Köln und die Kommunen nach dem Urteil gegen die Entwidmung nicht in die Berufung gehen werden. Der Rechtsstreit war damit beendet und die Strecke hat eine Betriebsgenehmigung bis 2056. Somit ist der gesamte Bestand der Strecke gesichert.

### Nach dem Rechtsstreit
Seit Ende des Rechtsstreits haben die Kommunen ihren Kampf gegen die Wiehltalbahn eingestellt.
Auf Antrag von SPD und Grünen entschied die Stadt Waldbröl, die Wiehltalbahn in Zukunft nicht mehr zu blockieren. Man will sich hingegen ab sofort an der Förderung der Bahn beteiligen.
Am 23. Februar 2009 wurde der Haltepunkt Remperg-Mühlenau in Betrieb genommen. Dieser wird ab Ostersonntag regelmäßig von den Museumszügen angefahren.
Im Frühjahr 2009 wurde von der Wiehltalbahn und RSE der Bahnübergang in Osberghausen saniert, da der stetige Verkehr der L 136 hier die Gleise besonders belastet.
Im November 2010 begann mit der Instandsetzung des Denklinger Viaduktes die bislang größte Baumaßnahme an der Strecke, finanziert durch Spendengelder und Fördermittel. Der seit Ende des Zweiten Weltkriegs den zweiten Steinbogen ersetzende Stahlteil des Viaduktes wurde durch eine Spezialfirma entfernt und erneuert sowie der Steinbogen der Brücke erneut abgedichtet. Bis auf kleinere Restarbeiten wurden die Baumaßnahme bis Ende 2013 abgeschlossen.
Zum ersten Mal seit der Reaktivierung der Wiehltalbahn flossen 2010 öffentliche Mittel für einen Fußgängerüberweg am Haltepunkt Bielstein und die Verlängerung des dortigen Bahnsteiges. Dies kostete 150.000 Euro, finanziert aus dem Konjunkturpaket II.
Nach umfassenden Bauarbeiten folgte am 18. April 2010 die Reaktivierung der Gesamtstrecke bis Waldbröl im Tourismusverkehr.
Nach 52 Jahren erreichte damit erstmals wieder eine Dampflok den Bahnhof Waldbröl, zugleich war es die erste Fahrt der Dampflokomotive Waldbröl in die namensgebende Stadt seit deren Außerdienststellung. Die Eröffnung wurde mit einem Festakt gefeiert und von Hunderten Zuschauern begleitet.
Die Personenzüge der Wiehltalbahn tragen seit dem 1. April 2010 den Namen Bergischer Löwe, nach dem Wappentier des ehemaligen Herzogtums Berg. Der Unterwegshalt in Denklingen wird erst seit dem 22. Mai 2010 wieder bedient. In Brüchermühle halten die Züge noch immer nicht, dieser Haltepunkt soll nach Gesprächen mit den heutigen Besitzern des Bahnhofsgeländes wieder in Betrieb genommen werden.
Der Stadtrat von Waldbröl beschloss am 15. Februar 2012, die Reaktivierung der Wiehltalbahn zur Höherstufung in den neuen Nahverkehrsplan NRWs vorzuschlagen. Aktuell ist sie im „möglichen späteren Bedarf“ eingeordnet, was eine Umsetzung nicht vor 2020 erlaubt. Hierzu soll zusammen mit den Nachbarkommunen und der Betreibergesellschaft ein Arbeitskreis gegründet werden.
Der lange umstrittene Bau des neuen Bahnüberganges im Bahnhofsbereich Wiehl erfolgte in den Jahren 2012/2013 im Zuge einer Neugestaltung des Bahnhofsbereiches und der Gleisanlagen. An den beiden Hauptgleisen wurden zwei neue Außenbahnsteige errichtet, wobei jener an Gleis 1 direkt an den neuen Busbahnhof grenzt. Der Haltepunkt Bielstein wurde in diesem Zeitraum mit einem neuen Bahnsteig gleicher Länge versehen. Dieser grenzt unmittelbar an den örtlichen Busbahnhof.
Anfang 2016 wurde ein Gutachten zur Wiedereinführung des regelmäßigen SPNV veröffentlicht. Unter den insgesamt fünf Varianten wurde einem Pendelverkehr zwischen Waldbröl und Gummersbach der Vorzug gegeben, da hiermit die geringsten Investitions- und Betriebskosten verbunden sind. So wird mit einem Kosten-Nutzen-Faktor von 0,3 nicht der geforderte Mindestwert von 1,0 erreicht, sodass die Maßnahme volkswirtschaftlich nicht sinnvoll ist. Es wurde zwar ein Potential von 3.800 Fahrgästen pro Tag prognostiziert, wovon 1.500 Personen ÖPNV-Neukunden sind. Dem stehen die hohen prognostizierten Investitionskosten von 47,6 Millionen Euro gegenüber. In einer Berechnung mit aktualisierter Verfahrensanweisung, die die Zuschreibung von Kosten für Eisenbahnkreuzungen auf die einzelnen Baulastträger nach dem Eisenbahnkreuzungsgesetz vorsieht, konnte der Kosten-Nutzen-Faktor auf 0,49 erhöht werden. Als Betriebskonzept wurde werktags ein Stundentakt zwischen 6 und 20 Uhr angenommen; dies wäre somit sehr eingeschränkt. Es war eine Gesamtfahrzeit von 40 Minuten mit zehn Halten vorgesehen. Die beiden Fahrzeugumläufe sollten in Wiehl kreuzen.
Dennoch setzt sich besonders die Stadt Wiehl aktuell für eine intensivere Nutzung der Strecke ein. Im März 2018 veranstalteten Mitglieder von Bündnis 90/Die Grünen der Gemeinde Reichshof einen Informationsabend über die weitere Nutzung der Strecke. Gastredner waren Vertreter der Schönbuchbahn, einer Eisenbahnstrecke, die seit 1996 reaktiviert wurde und für die gesamte Region einen Erfolg darstellt. Der Förderkreis zur Rettung der Wiehltalbahn e. V. will nach dem Vorbild der Schönbuchbahn einen runden Tisch ins Leben rufen, der alle Beteiligten mit einbeziehen will.
Im Juli 2020 führte der Verband Deutscher Verkehrsunternehmen die Wiehltalbahn in einer Liste von bundesweit 238 zu reaktivierenden Eisenbahnstrecken auf. Dies solle sich insbesondere positiv auf die Erschließung des Mittelzentrums Waldbröl auswirken, aber auch den örtlichen Tourismus ankurbeln.
Zwischenergebnisse einer Machbarkeitsstudie, die von den Anrainerkommunen, dem Oberbergischen Kreis und Zweckverband Go.Rheinland in Auftrag gegeben wurde, ergaben im September 2023, dass das erforderliche Nutzen-Kosten-Verhältnis deutlich verfehlt werde.
Zum September 2025 beabsichtigt die Rhein-Sieg-Eisenbahn, den Betrieb der Infrastruktur abzugeben. Damit muss ein neuer Betreiber gefunden werden, da ansonsten eine erneute Stilllegung droht.

## Wichtige Betriebsstellen

### Bahnhof Osberghausen (NE)

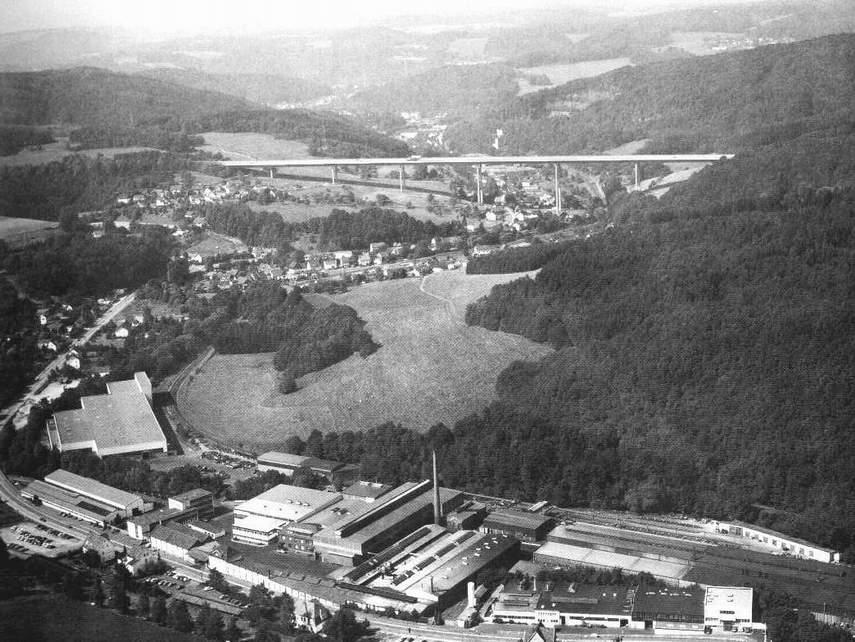
Weiershagen mit der Firma Kind, die Bahn dahinter

Diese Station wurde 1887 eröffnet und hieß bis 1897 Wiehlbrück. Der Bahnhof wurde nach großem Ausbau mit wesentlich mehr Gleisen bei der Eröffnung der Wiehltalbahn umbenannt. Hier gab es zeitweise eine Lehrlingswerkstatt des Bahnbetriebswerks Dieringhausen. Im März 1945 wurde der Bahnhof bei einem Bombenangriff schwer beschädigt.
Der Bahnhof verlor nach der Stilllegung des Personenverkehrs auf der Wiehltalbahn seine vorherige Bedeutung als Umsteigebahnhof. Das Fahrdienstleiterstellwerk wurde 1985 abgerissen, ab der gleichen Zeit war der Bahnhof unbesetzt. Das kleinere Stellwerk steht noch und ist in Privatbesitz. Seit dem 23. Mai 1982 hielt hier kein Personenzug mehr, bis die Wiehltalbahn 1997 einen nur von ihr genutzten, neuen Bahnsteig, etwa 200 Meter weiter in Richtung Gummersbach, im eingleisigen Bereich, errichtete. Der Bahnhof besteht heute nur noch aus den zwei Gleisen der Wiehltalbahn und deren Bahnsteig. Die anderen Gleise sind zum Teil entfernt worden, auf einem anderen stehen Container eines hier ansässigen Unternehmens. Der Lokschuppen der alten Werkstatt ist immer noch vorhanden und in Besitz dieses Unternehmens.

### Haltepunkt Bielstein (Rheinland)
Hier befand sich früher ein größerer Bahnhof, an dem die Anschlussweiche zur Kleinbahn Bielstein–Waldbröl lag, die 1966 stillgelegt wurde. Das Empfangsgebäude wurde 1978 wegen des Baus der Umgehungsstraße abgetragen und eingelagert. Laut diversen Büchern sollte es im Freilichtmuseum Lindlar aufgebaut werden, was bis heute nicht umgesetzt wurde. Auf Nachfrage beim Museum wurde erklärt, dass es solche Pläne nie gegeben habe, zudem das Museum erst deutlich nach 1978 entstanden sei. Der Verbleib des Empfangsgebäudes bleibt ungeklärt. Seit einigen Jahren ist nur noch das Durchfahrgleis vorhanden.

### Bahnhof Wiehl
Hier existieren nicht mehr alle Gleise, gleichwohl ist der Bahnhof immer noch zum Rangieren geeignet. Auf dem alten Hausbahnsteig befindet sich heute die Terrasse der Bahnhofsgaststätte. Am Standort des nach der Jahrtausendwende abgerissenen Güterschuppens wurde ein Kreisverkehr errichtet. Unmittelbar an diesem Kreisverkehr existiert nun ein Bahnübergang, der ursprünglich kein Bahnübergang werden sollte, als die Politik die Beseitigung der Bahnstrecke plante. Das gesamte Bahnhofsgelände befindet sich heute in einem gepflegten Zustand. Am 8. April 2013 fand der erste Spatenstich zum Umbau statt. Während des Umbaus wurden zwei neue Bahnsteige errichtet, die den alten Hausbahnsteig und den schmalen provisorischen Bahnsteig der Wiehltalbahn ablösen. Am 23. September 2013 wurden die neuen Bahnsteige sowie der neue Busbahnhof und der Bahnübergang fertiggestellt. Der alte Bahnübergang an der Homburger Straße wurde zu einem Fußgängerübergang umgebaut. Durch diesen Umbau wird der Weg zum ÖPNV auf der Wiehltalbahn freigemacht. Ende 2017 wurde der Bahnübergang an der Bahnhofstraße mit einer modernen Sicherungstechnik mit Ampel ausgestattet, die den Richtlinien des deutschen Eisenbahnrechtes entspricht. Der Fußgängerüberweg an der Homburger Straße erhielt eine Schranke mit Ampel.

### Wiehl Kotz & Söhne
Mitte der 1930er Jahre wurde ein privater Gleisanschluss an die Wiehltalbahn am gegenüberliegenden Steinbruch Harschlenke geschaffen. Eigentlich hatten beide Firmen einen eigenen Anschluss beantragt, die Reichsbahndirektion Elberfeld wollte nur einen Anschluss genehmigen und tat dies nur unter der Auflage, dass die andere Firma den Anschluss mitbenutzen solle. Der Anschluss am Steinbruch wurde schließlich genehmigt, blieb jedoch nur zehn Jahre in Betrieb und wurde dann bis zur Fertigstellung des eigenen Anschlusses der Achsenfabrik 1949 von dieser weiter genutzt.
1994 wurde der private Gleisanschluss an der Wiehltalbahn stillgelegt, der Transport wurde danach vollständig auf die Straße verlegt. Es kündigte jedoch nicht die BPW den Anschluss, sondern die Deutsche Bahn AG, um die Stilllegung einzuleiten. Zuvor war die BPW der wichtigste und umsatzträchtigste Kunde der Wiehltalbahn. Der Gleisanschluss wurde daraufhin abgebaut. Die ehemalige Werkslok Deutz B-dm 55179 des Baujahres 1952 befindet sich seit 1994 im Rheinischen Industriebahn-Museum in Köln-Nippes.

### Haltepunkt Brüchermühle
Hier befand sich früher ein Bahnhof mit mindestens fünf Gleisen, zeitweise mit einem Lokschuppen. Ende 1944 gab es Tieffliegerangriffe der Alliierten auf die Wiehltalbahn und die in Brüchermühle abzweigende Bahn nach Wildbergerhütte. Der Bahnhof wurde im Gegensatz zu vielen anderen Bahnhöfen nur leicht getroffen. Heute ist das Empfangsgebäude restauriert, das Wohnhaus ist noch vorhanden. Der Lokschuppen, Wasserturm und andere Betriebseinrichtungen sind schon lange beseitigt.
Zurzeit wird der Haltepunkt trotz der Reaktivierung nach Waldbröl im April 2010 noch nicht wieder betrieben, er soll in einiger Zeit wieder in Betrieb gehen.

### Gleisanschluss Projahn
Bei den Projahn-Werken handelte es sich zeitweise um den größten Industriearbeitgeber Waldbröls mit 800 Mitarbeitern im Jahre 1965. Der Begründer, Curt Projahn, stellte seit den 1940er-Jahren Heizungsradiatoren her. Nach einer Übernahme der Firma durch die Ideal Standard GmbH aus Bonn wurde der Standort in den 1970er-Jahren geschlossen. Damit endete der Betrieb des firmeneigenen Gleisanschlusses.

### Bahnhof Waldbröl

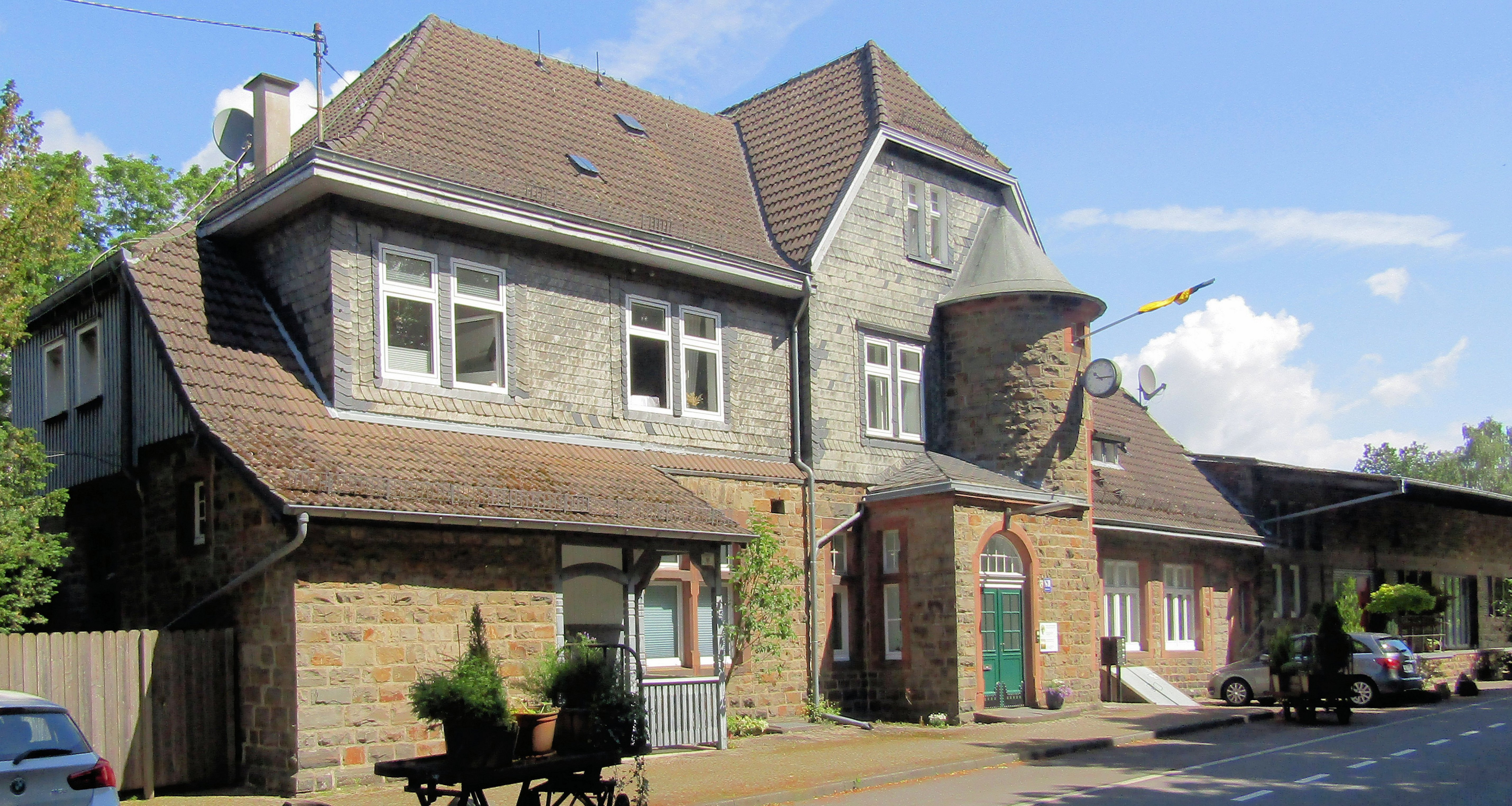
Bahnhof Waldbröl

Der Bahnhof Waldbröl ist der größte Bahnhof entlang der Wiehltalbahn, mit Empfangsgebäude, Güterschuppen und zeitweise einem Lokschuppen. Seit der Stilllegung der Kleinbahn Bielstein–Waldbröl ist er nur noch ein Kopfbahnhof, früher gingen die Gleise in westlicher Richtung weiter nach Bielstein Kleinbahnhof. 1936 wurde an das Empfangsgebäude ein Stellwerk angebaut, so dass es bis zur Zerstörung des Stellwerkes an der östlichen Bahnhofseinfahrt im Zweiten Weltkrieg zwei Stellwerke gab. Nach der Zerstörung des östlichen Stellwerkes wurde der östliche Bahnhofskopf auf Handbetrieb umgestellt. Nach der Einstellung des Personenverkehrs 1965 wurde die Stellwerkstechnik im Fahrdienstleiterstellwerk ausgebaut und der komplette Bahnhof auf Handbetrieb umgestellt. In den 1990er Jahren wurden die Räume im Empfangsgebäude zur Wohnung umgebaut. Heute wird das Empfangsgebäude von der Wiehltalbahn wieder für Diensträume genutzt, an Fahrtagen sitzt im Stellwerksanbau der Zugleiter für die Wiehltalbahn. Im Bahnhofsbereich sind die Arbeitsfahrzeuge der Wiehltalbahn (u. a. ein Skl) abgestellt. Neben zwei Bahnsteiggleisen gibt es verschiedene Abstellgleise und einige Ladegleise, einige führen zur Laderampe, früher genutzt durch die Viehentseuchungsanlage. Seit Dezember 2011 besitzt der Bahnhof wieder ein Einfahrsignal, jedoch nur zur Dekoration und nicht für den Fahrbetrieb. Ausfahrsignale gab es in Waldbröl nie.

## Bedienungsangebot

### Personenverkehr

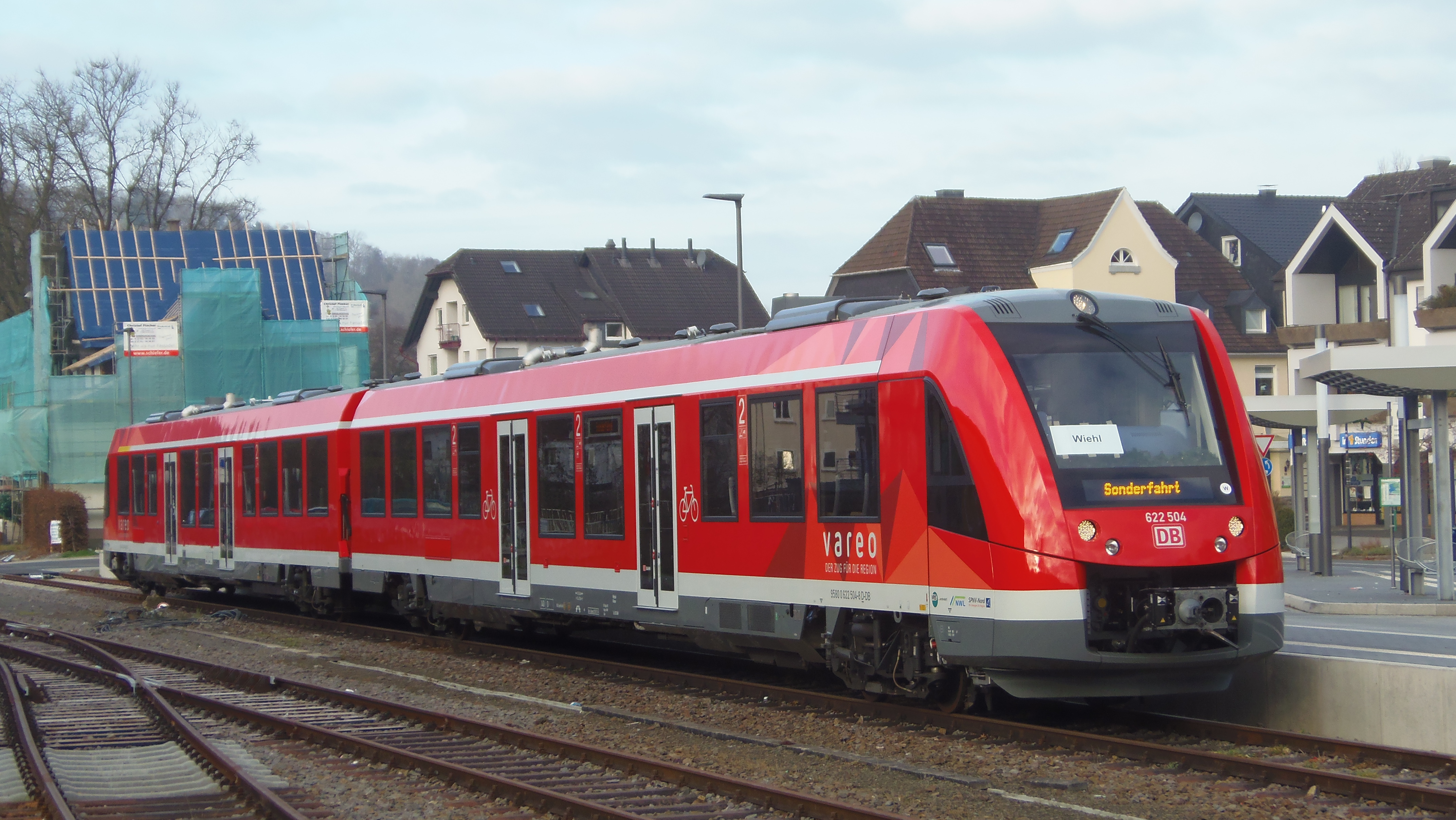
Triebwagen der Baureihe 622 im Bahnhof Wiehl, Dezember 2014

Seit 1999 findet auf der Strecke wieder ein touristischer Personenverkehr statt. Kam dafür zunächst ausschließlich ein MAN-Schienenbus (VT 1) der Wiehltalbahn zum Einsatz, werden seit 2004 in Zusammenarbeit mit dem Eisenbahnmuseum Dieringhausen auch Dampfzüge eingesetzt. Seit dem 18. April 2010 zieht die 1914 von Jung Jungenthal gebaute und nun restaurierte Lok Waldbröl, welche in ihrer historischen Einsatzzeit die Kleinbahn Bielstein–Waldbröl befuhr. Zugleich wurde der touristische Verkehr auf die Gesamtstrecke bis Waldbröl ausgeweitet.
Die Fahrten werden in der Sommersaison an bis zu zwei Sonntagen im Monat und zu besonderen Anlässen durchgeführt. 2008 befuhr der Zug der Erinnerung die Wiehltalbahn und machte vom 7. bis 8. März Station in Wiehl.
Ziel des Vereins ist eine vollständige Reaktivierung und Eingliederung in das oberbergische ÖPNV-Netz. Nach Aussagen des Vorsitzenden der Wiehltalbahner, Gerhard Mansel, plant die Wiehltalbahn, in Zukunft in Hinblick auf eine mögliche Reaktivierung des regelmäßigen Personenverkehrs neue Haltestellen zwischen Waldbröl und Hermesdorf, bei Denklingen und zwischen Osberghausen und Dieringhausen einzurichten. Der Bahnhof in Alperbrück solle näher am Wohngebiet entstehen. Dies soll vor allem dazu dienen, dass in Zukunft ein Umstieg zur RB 25 in Dieringhausen attraktiver würde. Bisher wurden diese Vorhaben nicht umgesetzt.
Wegen Straßenbauarbeiten in Waldbröl endete zudem bis 8. September 2017 sämtlicher Schienenverkehr in Hermesdorf, an diesem Tag wurde der Boxbergkreisel eröffnet,  die Lok Waldbröl des Eisenbahnmuseums Dieringhausen war dabei Ehrengast.

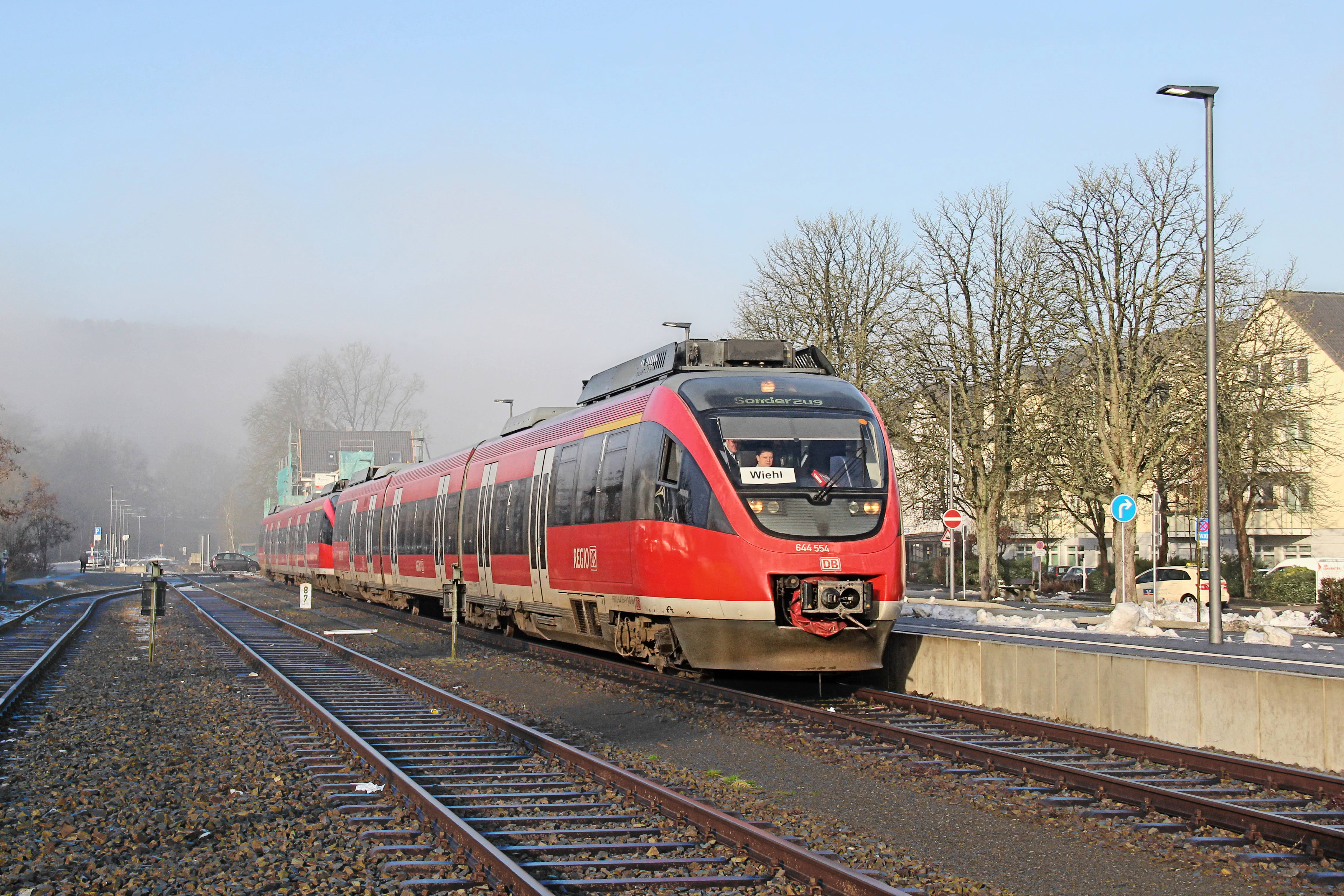
644 054 mit 644 007 am 25. Februar 2015 mit dem Schülersonderzug aus Gummersbach im Bahnhof Wiehl

Am 6. und 7. Dezember 2014 pendelte auf der Wiehltalbahn ein Triebzug der DB Regio NRW zwischen den Weihnachtsmärkten in Wiehl und Gummersbach. Dies war der erste Verkehr mit Fahrzeugen der DB seit dem Ende des Güterverkehrs 1994.
Am 25. Februar 2015 befuhr ein Triebzug der DB Regio NRW die Wiehltalbahn. In Kooperation mit dem Lindengymnasium in Gummersbach fuhr ein Schülersonderzug mit einer Doppeltraktion VT644 von Gummersbach nach Wiehl zur dortigen Eissporthalle.
Am 10. Dezember 2017 befuhr erneut ein Triebzug der DB Regio die Wiehltalbahn. Im Rahmen des Projektes Bahn-Azubis gegen Hass und Gewalt pendelte 620 043 zweimal zwischen Wiehl und Gummersbach. Diese Fahrt fand für die Helen-Keller-Schule und die LVR-Hugo-Kükelhaus-Schule (beide aus Oberbantenberg bei Bielstein) statt. Am 8. Dezember 2018 befuhr 620 040 der DB Regio die Wiehltalbahn. Wie bereits im Vorjahr fand diese Fahrt im Projekt im Rahmen des Projektes Bahn-Azubis gegen Hass und Gewalt statt. Am 8. Dezember 2019 fand die Azubi-Sonderfahrt dann erneut statt, dieses mal mit 620 008.

### Güterverkehr
Die Wiehltalbahn ist in das Deutschland und Österreich umfassende Ecco-Cargo-Netzwerk einiger Privatbahnen eingebunden. Von März 2007 bis 2010 wurde, nach dem Orkan Kyrill, in Oberwiehl werktäglich Holz verladen, welches dreimal wöchentlich Richtung Österreich abtransportiert wurde. Eine weitere Güterladestelle befindet sich in Wiehl (Güterrampe). Nach Abschluss der Sanierung der Denklinger Brücke soll die Güterladestelle in Waldbröl wieder eingebunden werden. Derzeit gibt es keine Güterkunden; es wird versucht, frühere Güterkunden entlang der Strecke zurückzugewinnen.
Im März 2021 wurde das Lade- und Rangiergleis im Bahnhof Osberghausen saniert, damit wieder Güterverkehr darauf stattfinden kann. Ab April 2021 soll in Osberghausen „Käferholz“ aus dem Oberbergischen verladen werden, um in ein Sägewerk in Süddeutschland bei Passau transportiert zu werden. Am 27. April 2021, kurz nach Mitternacht, startete der erste Zug über Köln in Richtung Passau. Eine Verladung soll für mindestens ein Jahr zwei Mal wöchentlich (montags und mittwochs) stattfinden.